# Wes Madiko
Wes Madiko (Motaba, 15 de enero de 1964-Alençon, 25 de junio de 2021), más conocido como Wes, fue un músico camerunés. Famoso por interpretar la canción que pertenece a la banda sonora de la película El Rey León II, «In Youpendi», también trabajó con la exitosa banda llamada Deep Forest y en 1997 lanzó su sencillo más conocido, «Alane».

## Vida y carrera musical
Wes Madiko nació el 15 de enero de 1964 en Motaba, a cien km de la ciudad de Duala, Camerún. En 1974, a la edad de diez años, Wes Madiko se convirtió en el líder de la orquesta Kwa Kwassi, que en español significa: «pensar bien». Esta orquesta estaba compuesta por los jóvenes con más talento del pueblo, que recibieron instrucción sobre el arte y la historia bantú. En 1987, Wes fue conocido por turistas en un concierto de Kwa Kwassi. Tiempo después,  Wes salió de Camerún para internacionalizar su carrera musical en Europa.
En 1988, creó el grupo Fakol con sus amigos Benjamin Valfroy y Jo Sene. Este grupo, Fakol, se popularizó en Países Bajos y en otros países europeos.
Además de su carrera musical, Wes comenzó a invertir en obras sociales. Trabajó en una escuela en Lille, Francia, para enseñar y ayudar a los niños de más pocos recursos. Allí les enseñó la historia de los elefantes y la historia antigua de África. En 1990 conoce que su hermano y su padre han fallecido. Estos hechos llevaron a Wes Madiko a meditar sobre la fragilidad de las autodefensas, diciendo en un comunicado: «Llega un momento en que hay un sentimiento de inutilidad que invade y amenaza con romperte, pero uno logra salir de el, estando convencido de que siempre hay un motivo de vida en algún lugar».
En 1992, viajó a Estados Unidos para una gira, con el propósito de promocionar su nuevo álbum, «Sun of Ancestors». Durante esta gira, dio conciertos en Atlanta, Georgia. Poco después, se encontró en una tienda de instrumentos musicales a Bernard Delhalle, un amigo cercano de Michel Sánchez (fundador de Deep Forest), quien más tarde lo ayudó en sus próximos proyectos. Logró un gran éxito con el álbum, «Welenga», compuesto, arreglado y producido por Michel Sánchez. En 1997, su sencillo «Alane», resultante de «Welenga», se convirtió en un éxito de verano en Europa. Wes era el segundo artista africano en ganar un disco de diamante (individual) en Francia, el 25 de junio de 1997 (después de Khaled, el 15 de enero de 1997, con su sencillo «Aisha»).
Al año siguiente, logró su popularidad más alta con su canción que pertenece a la banda sonora de la película El Rey León II, «In Youpendi».
En 2002, la canción «Awa Awa» de Wes estaba en la película Los Thornberrys de Paramount Pictures y también se incluyó en el capítulo «Falsche Partner» de la serie alemana «Ein Fall für Zwei». La canción «Alane» se incluyó en las películas alemanas «Zahn um Zahn» y «Aus heiterem Himmel». A partir de 2007, Wes trabajó en una nueva biografía y en un libro espiritual.

## Discografía

### Álbumes
| Welenga            | - Lanzamiento: 30 de junio de 1996 - Discográfica: Saint George - Formato: CD                 | 5 | 13 | 12 | 5 | 7 | 30 | 13 |
| Sinami: The Memory | - Lanzamiento: 2 de octubre de 2000 - Discográfica: Sony BMG - Formato: CD, música descargada | — | —  | —  | — | — | —  | —  |
| Melowe             | - Lanzamiento: 2010 - Formato: CD                                                             | — | —  | —  | — | — | —  | —  |
| "—": no hay datos  |                                                                                               |   |    |    |   |   |    |    |

### Sencillos
| 1997              | Alane                        | 1 | 1  | 1 | 1  | 2  | 1  | 20 | 19 | 4  | 11 | Welenga   |
| 1997              | Awa Awa                      | — | 50 | — | —  | —  | 44 | —  | —  | —  | —  | Welenga   |
| 1998              | Midiwa Bôl (I Love Football) | — | —  | — | 94 | 71 | 72 | —  | —  | 49 | 75 | Welenga   |
| 1999              | Doutou                       | — | —  | — | —  | —  | —  | —  | —  | —  | —  | Sin álbum |
| 2000              | Keli Maye                    | — | —  | — | —  | —  | —  | —  | —  | —  | —  | Sinami    |
| "—": no hay datos |                              |   |    |   |    |    |    |    |    |    |    |           |